# 1948年香港
|        | 香港歷史 \| 香港歷史年表                                                                                                   |
| 世紀： | 19世紀香港 \| 20世紀香港 \| 21世紀香港                                                                                     |
| 年代： | 1910年代香港 \| 1920年代香港 \| 1930年代香港 \| 1940年代香港 \| 1950年代香港 \| 1960年代香港 \| 1970年代香港               |
| 年份： | 1944年香港 \| 1945年香港 \| 1946年香港 \| 1947年香港 \| 1948年香港 \| 1949年香港 \| 1950年香港 \| 1951年香港 \| 1952年香港 |
| 紀年： | 戊子年（鼠年）、香港開埠107周年、香港重光3周年                                                                             |

## 大事記

### 1月
- 香港當局清拆中國管轄之九龍寨城內之屋宇[1]:152。
- 1月7日——九龍寨城拆屋拘人，中國外交部兩廣特派員郭德華會見港督，強硬抗議，廣州市學生將會示威[1]:152。
- 1月11日——香港當局聲明九龍寨城拆屋是為保障居民安全[1]:152。
- 1月13日——九龍寨城血案發生後，王正廷要求英大使中止一切強制行動，港警再拆民居10多名居民中槍[1]:152[2]。
- 1月17日——九龍寨城事件導致廣州示威，焚毁沙面英領事館[1]:152[3]。
- 1月21日——兩廣監察使劉成禺到香港宣慰九龍寨城難胞，至昨日仍有各方捐贈[1]:156。
- 1月27日——嚴寒襲港，低溫降至攝氏4.3度[4]，大帽山西南發現數吋厚積雪[5]，覆蓋長約2.4公里，為香港繼1893年1月18日後的歷來第二次境內錄得降雪[6]。澳門則於早一日（1月26日）錄得歷史最低溫，為零下1.8度[7]。
- 1月31日——19時15分發生嚴重海難，一艘準備於21時開往廣州的客船廣東輪在上環街市對出元安碼頭停泊時發生小火，15分鐘後已被撲滅，惟乘客對一年前發生的同類意外西安號客船大火猶有餘悸，遂引發恐慌致爭先恐後跳海逃生，多人溺斃或被踐踏受傷，終釀成66死37傷慘劇[8][9]。

### 2月
- 2月1日——中國答覆英方照會，望早日解決九龍寨城事件[1]:156。
- 2月2日——灣仔發生塌屋慘劇，13死4傷。[10][11]
- 2月3日——九龍城發生塌屋事件，3死1傷。[12]
- 2月11日——沙田獅子山九龍徑，2名西人被殺。

### 3月
- 3月2日——位於永樂街128號之廖創興儲蓄銀莊開業[1]:175。
- 3月11日——2名工人於鰂魚涌溝渠清渠時吸入沼氣，1人死亡。[13]
- 3月12日——皇后大道中娛樂行六樓天台影片貯藏庫發生爆炸，2死1傷。[14]
- 3月15日——般咸道66號B二樓發生慘殺案，2名女僕1死1傷[15]。大公報報社位於干諾道中123號，在港復刊[1]:201。

### 4月
- 4月2日——元朗牛潭尾發生警匪槍戰。[16]
- 4月9日——西營盤第二街一一一號三樓一住戶被3名賊人持槍械劫。[17]
- 4月27日——永樂西街二一九號二樓發生警匪槍戰。[18]

### 5月
- 5月24日——元朗大旗嶺村紅棗田內木屋被三名賊人持械行劫。[19]
- 5月24日——西頁赤澗村發生警匪槍戰，1名警員中槍身亡。[20]

### 6月
- 6月6日——青山道五咪半九華徑附近一輛貨車墮下斜坡慘劇，車內六人跌至重傷。[21]
- 6月13日——麗的呼聲有線電台獲准成立[1]:200。
- 6月10日——元朗大旗嶺村70號被三名賊人持械行劫。[22]
- 6月15日——位於文咸西街10號之廣東銀行西區分行開業[1]:175。

### 7月
- 7月2日——鯉魚門火藥庫炸毀，附近一英哩居民需疏散。[23]
- 7月9日——民光輪在坪洲附近觸雷沉沒，2死1傷8失蹤。[24]

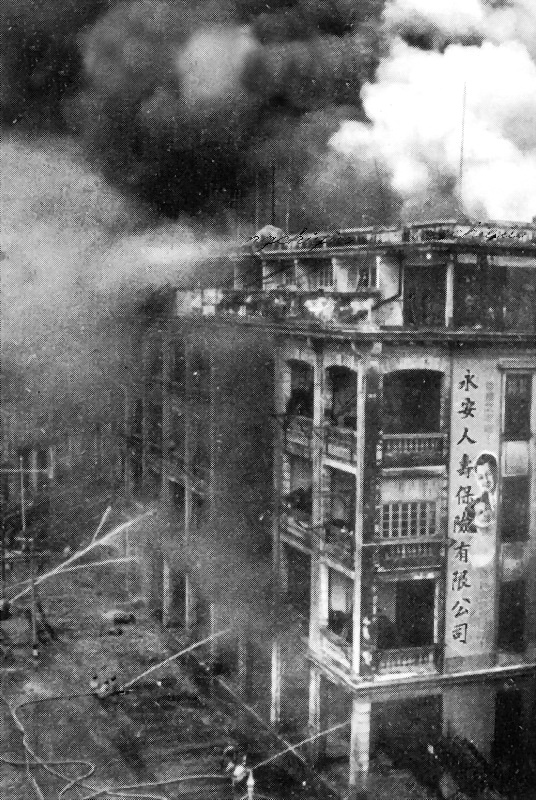
永安倉大火至今仍為香港第二多人死亡的純火災事件

- 7月16日——港澳民航機澳門小姐號回港時，在九針島海面失事，二十七人遇難[25]。
- 7月18日——第三屆香港小姐競選由司馬音奪得冠軍，港姐競選之後停辦近四年，要到1952年5月才舉辦第四屆香港小姐競選。

### 8月
- 8月5日——旺角花園街三十九號二樓，發生殺妻後企圖自殺案。[26]
- 8月26日——大嶼山企嶺發生義子及妾侍殺死義父。[27]

### 9月
- 9月9日——文匯報報社位於荷里活道30號，本日創刊[1]:201。
- 9月22日——發生西環永安公司倉庫大火，兩個倉庫全部焚燬，釀成176死69傷。[28][29]
- 9月29日——砵甸乍街26號地下發生砍人命案。[30]

### 10月
- 10月17日——上環永勝街23號益昌盛蛋舖被人爆竊。[31]

### 11月
- 11月8日——上海街與甘肅街交界大火焚斃8人。[32]
- 11月9日——上海街591號地下廣生金舖發生持槍行劫，一名警員死亡，兩名途人中流彈受傷。[33]

### 12月
- 12月21日——中國航空公司一架DC-4客機因密雲影響墜毀於西貢火石洲，全機33人死亡，死者包括榮熙泰家族的紡織業大亨榮伊仁及中航副董事長、美國前總統老羅斯福孫兒羅斯福寬騰（Quentin Roosevelt）。
- 12月27日——九華徑發生山坭傾瀉，導致兩屍三命。[34]

## 出生人物
- 11月4日、許紹雄，香港演員

## 逝世人物
- 8月7日 陳伯純，香港旅業巨商。
- 11月20日 曹綺文，香港影星。